# Lomographa junctaria
Lomographa junctaria là một loài bướm đêm trong họ Geometridae.